# Турция на летних Олимпийских играх 2004
Турция принимала участие в Летних Олимпийских играх 2004 года в Афинах (Греция) в девятнадцатый раз за свою историю, и завоевала три золотые, три серебряные и пять бронзовых медалей. Сборную страны представляли 64 участника, из которых 20 женщин.

## Медалисты
| Медаль  | Спортсмен           | Вид спорта       | Дисциплина                               |
| ------- | ------------------- | ---------------- | ---------------------------------------- |
| Золото  | Халиль Мутлу        | Тяжёлая атлетика | Мужчины, до 56 кг                        |
| Золото  | Танер Сагыр         | Тяжёлая атлетика | Мужчины, до 77 кг                        |
| Золото  | Нурджан Тайлан      | Тяжёлая атлетика | Женщины, до 48 кг                        |
| Серебро | Атагюн Ялчинкая     | Бокс             | Мужчины, до 48 кг                        |
| Серебро | Бахри Танрыкулу     | Тхэквондо        | Мужчины, до 80 кг                        |
| Серебро | Шереф Эроглу        | Борьба           | Мужчины, греко-римская борьба, до 66 кг  |
| Бронза  | Эшреф Апак          | Лёгкая атлетика  | Мужчины, метание молота                  |
| Бронза  | Седат Артуч         | Тяжёлая атлетика | Мужчины, до 56 кг                        |
| Бронза  | Рейхан Арабаджыоглу | Тяжёлая атлетика | Мужчины, до 77 кг                        |
| Бронза  | Мехмет Озал         | Борьба           | Мужчины, греко-римская борьба, до 96 кг  |
| Бронза  | Айдын Полатчи       | Борьба           | Мужчины, греко-римская борьба, до 120 кг |

## Состав олимпийской сборной Турции

### Дзюдо
Соревнования по дзюдо проводились по системе на выбывание. В утешительные раунды попадали спортсмены, проигравшие полуфиналистам турнира. Два спортсмена, одержавших победу в утешительном раунде, в поединке за бронзу сражались с проигравшими в полуфинале.
Мужчины
| Соревнование | Спортсмены      | Первый раунд       | Второй раунд                       | 1/8 финала                    | Четвертьфинал                | Полуфинал                         | Финал                | Место |
| Соревнование | Спортсмены      | Соперник Результат | Соперник Результат                 | Соперник Результат            | Соперник Результат           | Соперник Результат                | Соперник Результат   | Место |
| ------------ | --------------- | ------------------ | ---------------------------------- | ----------------------------- | ---------------------------- | --------------------------------- | -------------------- | ----- |
| свыше 100 кг | Селим Татароглу | Не участвовал      | Л. Гуджеджиани (GEO) В 1011 — 0000 | М. Миран (IRI) П 0001 — 1002  | Завершил выступление         | Завершил выступление              | Завершил выступление | 7     |
| свыше 100 кг | Селим Татароглу | Не участвовал      | Л. Гуджеджиани (GEO) В 1011 — 0000 | Утешительный турнир           |                              |                                   |                      | 7     |
| свыше 100 кг | Селим Татароглу | Не участвовал      | Л. Гуджеджиани (GEO) В 1011 — 0000 | Д. Брутус (HAI) В 1000 — 0000 | С. Пепич (AUS) В 0110 — 0010 | И. Пертельсон (EST) П 0100 — 0200 | Завершил выступление | 7     |

### Плавание
Спортсменов — 1
В следующий раунд на каждой дистанции проходили лучшие спортсмены по времени, независимо от места занятого в своём заплыве.
Мужчины
| Спортсмен      | Соревнование        | Предварительные заплывы | Предварительные заплывы | Полуфиналы | Полуфиналы | Финал     | Финал     |
| Спортсмен      | Соревнование        | Результат               | Место                   | Результат  | Место      | Результат | Место     |
| -------------- | ------------------- | ----------------------- | ----------------------- | ---------- | ---------- | --------- | --------- |
| Айтекин Миндан | 400 м вольный стиль | 4:06,85                 | 41                      |            |            | Не прошёл | Не прошёл |